# Минуцион
Минуцион (от лат. minutio — понижать) — род лотереи, победителем в которой становится участник, предложивший за приз наименьшую уникальную цену. Эквивалентом стоимости лотерейного билета в «минуционе» является обязательный платеж, который взимается с каждого участника при выставлении им своего варианта минимальной цены.

## История
Впервые понятие «минуцион» было введено в 2008 году английской компанией Minution, запустившей одноименный интернет-проект в русскоязычном сегменте сети.
Как и прочие подобные проекты, этот является лишь копией идеи зарубежных аналогов, таких как bidster

## Принцип ведения торгов
Участие в торгах «минуциона» осуществляется на платной основе: каждый лот имеет установленную стоимость ставки, оплатив которую, участник получает право предложить цену товара. Допустимое количество ставок для одного участника при этом не ограничивается, а, следовательно, повысить собственные шансы на победу можно, сделав несколько ставок.

### Приём ставок
Приём ставок проходит в закрытом режиме: до момента окончания торгов каждый участник владеет информацией лишь о собственных ставках.

### Определение победителя
По окончании торгов «минуцион» сравнивает ставки участников, определяя наименьшую уникальную цену, предложенную в период ведения торгов. Участник, сделавший данную ставку, получает право приобрести содержимое лота по предложенной цене.